# Parčić (gmina Kistanje)
Parčić – wieś w Chorwacji, w żupanii szybenicko-knińskiej, w gminie Kistanje. W 2011 roku liczyła 22 mieszkańców.